# Bernd Dreher
Bernd Dreher (Leverkusen, 2 november 1966) is een voormalig Duits voetballer.

## Loopbaan
Dreher begon zijn carrière in 1986 bij Bayer Leverkusen, waar hij tevens zijn jeugdopleiding genoot. Hier speelde hij weinig, in vier jaar kwam hij tot negen optredens. Wel behoorde hij in 1988 tot de selectie die de UEFA Cup veroverde. In 1990 maakte hij de overstap naar Bayer Uerdingen. Hier was hij zes jaar lang eerste doelman, waarvan vier jaar in de Bundesliga en twee jaar in de 2. Bundesliga, met een totaal van 201 wedstrijden. In 1996 nam Bayern München de inmiddels 29-jarige keeper over als reservedoelman achter Oliver Kahn.
In dienst van de Duitse topclub won hij talrijke prijzen, maar kwam zelf zelden in actie. In 2003 nam Dreher afscheid van het profvoetbal, met in totaal elf wedstrijden voor Bayern München en twee wedstrijden voor het tweede elftal van de club. Hij bleef bij de Beierse club actief als keeperstrainer voor de jeugd en fungeerde daarnaast ook vaak als keeperstrainer van Kahn en Rensing in het eerste elftal. Trainer Magath was positief gestemd over de vorm van de gestopte doelman en in het seizoen 2005/06 kwam Dreher terug van zijn voetbalpensioen. Hij tekende een nieuw contract bij Bayern München en vervulde daar nog enige tijd een rol als derde keeper. Daarnaast bleef hij tevens de eerste twee doelmannen trainen. Sinds zijn terugkeer speelde Dreher twee wedstrijden en werd hij met 41 jaar de oudste actieve speler in de Bundesliga. In totaal won Dreher met Bayern zes Duitse landstitels, vier bekers, vijf Supercups, de Champions League en de wereldbeker voor clubteams.

## Erelijst
Met Bayer Leverkusen:
- UEFA Cup: 1987/88

Met Bayern München:
- Duits landskampioen: 1996/97, 1998/99, 1999/00, 2000/01, 2002/03, 2005/06
- Duits bekerwinnaar: 1997/98, 1999/00, 2002/03, 2005/06
- Duitse Supercup: 1997, 1998, 1999, 2000, 2007
- Champions League: 2000/01
- Wereldbeker voor clubteams: 2001